# Escola d'Art i Superior de Disseny Ondara
L'Escola d'Art i Superior de Disseny Ondara és una escola fundada el 1777 a Tàrrega per la Societat Econòmica d'Amics del País de Tàrrega.
L'any 1933, uns 150 anys més tard, rep en mans del govern de la Segona República l'oficialitat sota el nom d'Escola d'Arts Aplicades i Oficis Artístics. Des del final de la Guerra Civil Espanyola fins a l'actualitat ha estat en funcionament constant. Actualment, l'edifici es troba localitzat a la Plaça del Centenari, s/n de la ciutat de Tàrrega; en aquesta localització entrà en funcionament l'any 1989.